# Enana de Bootes III
La galaxia enana de Bootes III es una sobredensidad en el halo de la Vía Láctea, que puede ser una galaxia enana esferoidal interrumpida, situada en la constelación de Bootes que fue descubierta en 2009 según los datos obtenidos por el proyecto de investigación del espacio Sloan Digital Sky Survey. La galaxia se encuentra a una distancia de unos 46 kilopársercs del Sol y se aleja de él a una velocidad de unos 200 km/s. Tiene una forma alargada (su relación de ejes es de 2:1) con un radio de aproximadamente 0,5 kpc. Su gran tamaño y forma irregular pueden indicar que se encuentra en una fase de transición entre una galaxia unida gravitacionalmente y un sistema completamente libre.
La galaxia es uno de los satélites más pequeños y débiles de la Vía Láctea: su luminosidad integrada es aproximadamente 18.000 veces la del Sol (con una magnitud aparente absoluta de aproximadamente −5,8), que es mucho menor que la luminosidad de muchos cúmulos globulares. Su masa es difícil de estimar porque la galaxia está en proceso de perturbación. En este caso la dispersión de velocidades de sus estrellas no está relacionada con su masa.
La población estelar de la galaxia se compone principalmente de estrellas moderadamente antiguas formadas hace más de 12 mil millones de años. La metalicidad de estas viejas estrellas es baja, de −2.1 ± 0.2, lo que significa que contienen 120 veces menos elementos pesados que el Sol. La galaxia Bootes III podría ser el origen de las estrellas de la corriente Styx en el halo galáctico descubierto a la vez que esta galaxia.